# ملكة جمال أمريكا 1998
مسابقة ملكة جمال أمريكا عام 1998 ، هي مسابقة ملكة جمال أمريكا الواحدة والسبعين، عقدت مسابقة في قاعة بورد ووك في أتلانتيك سيتي، نيو جيرسي يوم السبت، 13 سبتمبر 1997 ، وقد بثتها شبكة أي بي سي. في نهاية الحدث توجت
كاثرين شيندل، منذ ذلك الحين ظهرت في دور روز في الفيلم الذي رشح لجائزة الأوسكار "كابوتي" وعروض تلفزيونية منها أز ذا وورلد تيرنز ومسرحية أخرى منها شقراء قانونية.

## النتائج

### المراكز النهائية
| النتائج النهائية      | اسم المتنافسة |
| --------------------- | --- |
| ملكة جمال أمريكا 1998 | - إلينوي - كاثرين شيندل |
| الوصيفة الأولى        | - كارولاينا الشمالية - ميشيل وارين |
| الوصيفة الثانية       | - ميسيسيبي - ميرا براجنير |
| الوصيفة الثالثة       | - أريزونا - ستايسي موميير |
| الوصيفة الرابعة       | - كاليفورنيا - ربيكا كيلر |
| أفضل 10               | - فلوريدا - كريستي نيومان - هاواي - إريكا كوفمان - لويزيانا - ميت بوفينج - داكوتا الشمالية - روكسانا صابري* - أوريغون - تمارا آن فينش |

- دخلت روكسانا صابري مجال الصحافة وتصدرت عناوين الصحف الدولية في عام 2009 عندما سجنت في إيران بتهمة التجسس ؛ تم إطلاق سراحها لاحقًا.[2]

## الروابط الخارجية
- Miss America official website
- Miss America 1998
- Miss Illinois Beauty Pageant Controversy
- ملكة جمال أمريكا 1998  في قاعدة بيانات الأفلام على الإنترنت (بالإنجليزية)